# Sette colli di Costantinopoli
I sette colli di Costantinopoli (in greco Επτά λόφοι της Κωνσταντινούπολης?; in turco Istanbul'un yedi tepesi) denotano le sette colline su cui si estende il nucleo storico della città di  Istanbul, la quale ha ereditato la denominazione di "città dei sette colli" dalla Costantinopoli bizantina. Quest'ultima, seguendo coscientemente il modello di Roma, fu costruita infatti anch'essa su sette colline.

## I sette colli di Costantinopoli

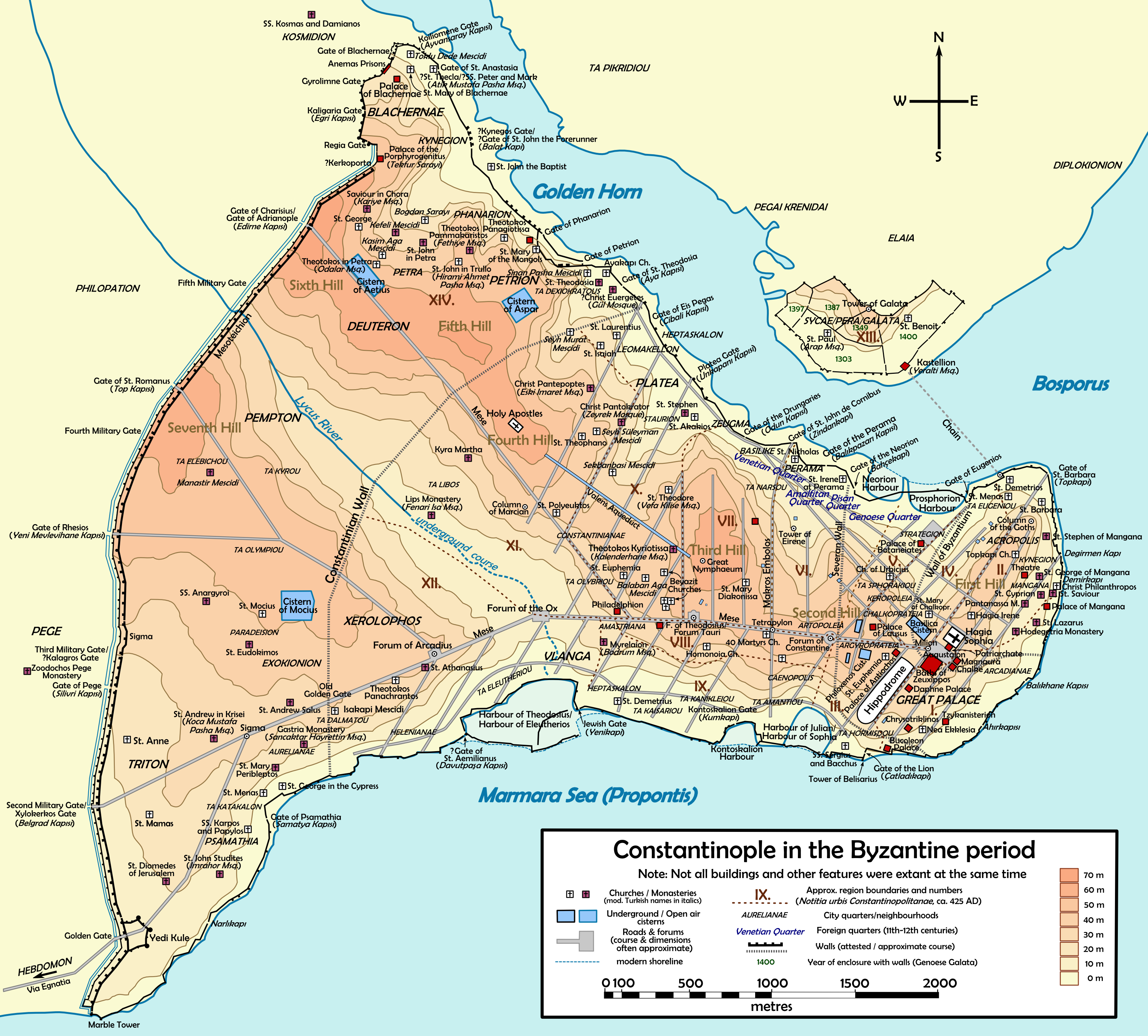
Carta di Costantinopoli Bizantina con i colli denominati in marrone

I sette colli, tutti situati nell'area all'interno delle mura, apparvero per la prima volta quando durante le ere secondaria e terziaria vennero aperte le valli del Corno d'oro e del Bosforo. Nell'età ottomana, come nel primo periodo bizantino, ogni colle era sormontato da monumentali edifici religiosi (chiese sotto i bizantini, moschee imperiali sotto gli ottomani).
- Il primo colle su cui fu fondata l'antica città di Bisanzio, inizia dalla Punta del Serraglio e si estende su tutta l'area che comprende Hagia Sophia, la Moschea di Sultan Ahmed e il Palazzo di Topkapı.
- Sul secondo colle si trovano la Moschea Nuruosmaniye, il Gran Bazar e la Colonna di Costantino. Il secondo colle è diviso dal primo da una valle abbastanza profonda che parte da Babiali sino ad arrivare alla parte orientale di Eminönü.
- Il terzo colle è ora occupato dai principali edifici dell'Università di Istanbul, dalla Moschea di Bayezid II a sud e dalla Moschea di Solimano a nord. Le pendici meridionali della collina scendono verso Kumkapı e Langa.
- Il quarto colle su cui sorgeva la Chiesa dei Santi Apostoli e, successivamente, la Moschea di Fatih, digrada piuttosto ripidamente verso il Corno d'Oro a nord e, piuttosto più dolcemente, verso Aksaray a sud.
- Sul quinto colle si trova la Moschea di Yavuz Selim. Il quinto e il sesto colle sono separati dalla valle che scende a ovest fino a Balat sulla riva del Corno d'oro.
- Sul sesto colle si trovano i quartieri di Edirnekapı e Ayvansaray. I suoi dolci pendii si estendono oltre la linea delle mura della città.
- Il settimo colle, conosciuto in epoca bizantina come Xērolophos (in greco ξηρόλοφος?), o "collina secca", si estende da Aksaray alle mura di Teodosio e al mar di Marmara. È una collina ampia con tre vette che delimitano un triangolo con gli apici rispettivamente a Topkapı, Aksaray e Yedikule. Essa è divisa dal resto della città murata dalla valle del torrente Lico.

## Fonti
- (FR) Raymond Janin, Constantinople Byzantine, 2ª ed., Paris, Institut Français d'Etudes Byzantines, 1964.